# S/2003 J 16
S/2003 J 16 は、木星の衛星の一つである。
2003年2月6日以降の観測で、ブレット・J・グラドマン（Brett J. Gladman）が率いる観測チームによって発見され、S/2003 J 16 という仮符号が与えられた。観測にはカナダ・フランス・ハワイ望遠鏡とハワイ大学の望遠鏡が用いられた。
S/2003 J 16 の見かけの等級は23.3で、アルベドを0.04と仮定した場合、直径はおよそ 2 km と推定される。また、密度を 2.6 g/cm3 と仮定した場合、質量はおよそ 1.5 ×1013 kg と推定される。S/2003 J 16 は、木星から1930万kmと2270万kmの間の距離を逆行軌道で公転し、軌道傾斜角が 150° 前後の不規則衛星のグループであるアナンケ群に属していると考えられるが、軌道が確定しておらず分類は未確定である。
S/2003 J 16は2003年の発見報告以来しばらくの間観測報告が無く、見失われた状態にあった。その後2017年3月から4月にかけて、スコット・S・シェパードらによって再び観測されている。2018年時点では衛星の確定番号は与えられておらず、命名も行われていない。